# Sanderlei Claro Parrela
Sanderlei Claro Parrela, född den 7 oktober 1974, är en brasiliansk före detta friidrottare som tävlade i kortdistanslöpning.
Parrelas främsta merit är att han blev silvermedaljör vid VM i Sevilla 1999 på 400 meter. Han noterade då tiden 44,29 vilket är sydamerikanskt rekord på distansen. Den enda som slog honom var Michael Johnson som noterade ett nytt världsrekord i finalen.
Året efter var han i final på 400 meter vid Olympiska sommarspelen 2000 och han slutade då fyra på tiden 45,01.

## Personliga rekord
- 400 meter - 44,29